# ایر کارنیوال
ایر کارنیوال (به انگلیسی: Air Carnival) یک شرکت هواپیمایی است. دفتر مرکزی ایر کارنیوال در کویمباتور، هند واقع شده‌است و قطب این شرکت هواپیمایی در فرودگاه کویمباتور قرار دارد.